# Dohánytermékek
A dohányból termékek egész sorát állítják elő.

## Fogyasztási cikkek

### Bagó
A bagórágás a dohánylevelek fogyasztásának egyik legősibb módja. Az amerikai bennszülöttek előszeretettel rágták a növény gyakran mésszel kevert leveleit. A modern bagó három formában készül: sodrott/fonott dohány, préselt dohánytömb vagy morzsa formájában. A „rágás” kifejezés valójában kissé félrevezető. Bár a bagót szájon át fogyasztják, de a fogyasztása ritkán történik ténylegesen rágással. A tapasztalt dohányfogyasztó általában kis mennyiséget helyez az alsó ajakhoz, az íny és a fogak közé, majd az ajakhoz nyomva finoman tömöríti. Fogyasztás közben a bagót fogyasztó ember gyakran kiköpi a feleslegesen termelődött nyálat; innen ered a köpődohány elnevezés.

### Szivar

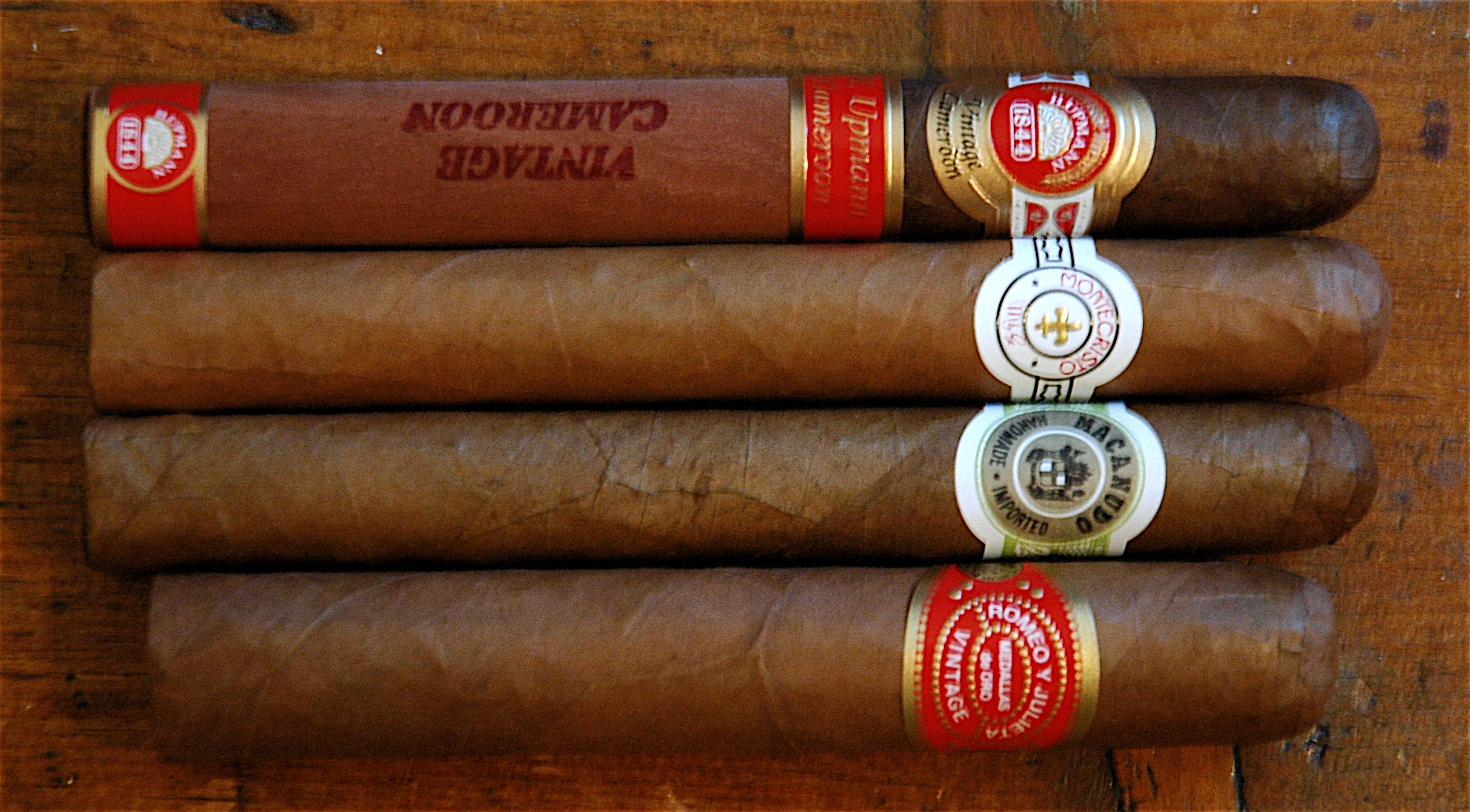
Több különböző szivar

A szivar szárított és fermentált dohányból készült, szorosan hengerelt dohányköteg, melyet meggyújtva füst keletkezik. A dohányos ezt a füstöt a szájában ízleli, többnyire nem szívja tüdőre.

#### Blunt
A blunt a szivar vaskosabb, kissé zömök változata.

#### Szivarka

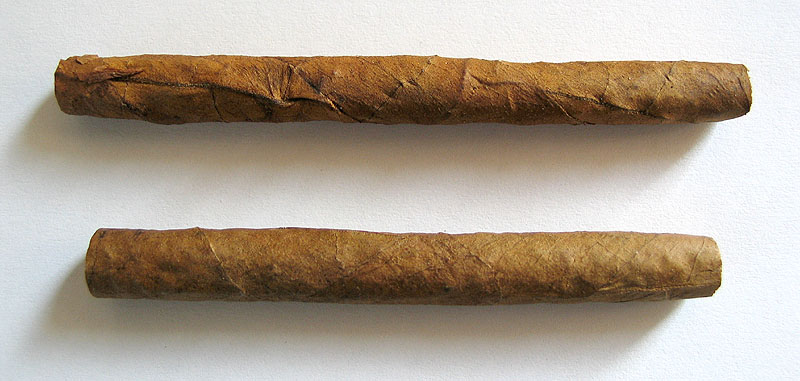
Két szivarka

A szivarka vágott dohányból és dohánypapírból készült, dohánypapírba csomagolt, jellemzően füstszűrővel ellátott, cigarettaméretű termék. A füstjét ugyanúgy fogyasztják, mint a cigarettáét.

#### Kis szivar
A kis szivar egy cigaretta nagyságú szivar. Szivarnak tekintendő, mert a szivarhoz hasonlóan egy dohánylevélbe van csomagolva.

### Cigaretta
A cigarettát szárított, finomra vágott dohánylevelek keverékéből készítik. Előállítása során gyakran adnak a keverékhez adalékanyagokat. A keveréket hengerelik, vagy papírhengerbe töltik. A gyárilag előállított cigaretták zömébe raknak füstszűrőt. A cigaretta füstjét jellemzően a tüdőbe szívják, és a légutakon keresztül kiáramoltatva élvezik az ízét.

#### Beedi
A Beedi vékony, gyakran ízesített tendulevélbe csomagolt dél-ázsiai cigaretta, aminek egyik végét színes szállal kötik el. Körülbelül 10-20% dohányt tartalmaz. A hagyományos cigarettával ellentétben a beedi nem tartalmaz hozzáadott vegyi anyagokat, de nagyobb a nikotin, szén-monoxid és kátrány tartalma, mint a hagyományos cigarettákénak.

#### Kretek
A kretek dohány, szegfűszeg és különböző ízesítő fűszerek keverékéből készült cigaretta.

#### Sodort cigaretta
A sodrós cigaretta nagyon népszerű, különösen az utóbbi időkben. Ezeket a fogyasztó maga készíti a külön-külön kapható zacskós dohány, cigaretta-papír és füstszűrő felhasználásával. Az így készített cigaretta általában jóval olcsóbb a készen kaphatónál, főleg az alacsonyabb jövedéki adótartalma miatt.

### Krémes tubák
A krémes tubák egy dohánypaszta, amely dohány, szegfűszeg olaj, glicerin, fodormenta, mentol és kámfor keverékéből készül. Főleg az indiai nők fogyasztják, többek között fogtisztítására is alkalmazzák.

### Burnót
A burnót, más néven amerikai nedves tubák, a füst nélküli dohány egyik formája. Időnként “rágódohánynak” is nevezik, ezért gyakran tévesztik össze a bagóval. Ahelyett, hogy a szó szoros értelmében rágná, a fogyasztó egy kis 'csipetnyi' anyagot csippent ki a dobozból, és ezt helyezi az alsó- vagy felsőajka és az ínye közé. Többféle burnót létezik:

#### Hosszú vágott
A hosszú vágott burnótot könnyebb kezelni, mint a finomra vágottat, mivel könnyebb felcsippenteni és kényelmesebb a szájban tartani.

#### Közepes vágott
A közepes méretű burnót körülbelül 1 mm-es apró szemcsékből áll.

#### Finomra vágott
A finomra vágott burnót a homoknál vagy az őrölt kávénál valamivel nagyobb szemcséjű granulátum.

#### Tubák
A tubák, vagy egyszerűen csak nedves tubák, a szemcse méretét tekintve a por- vagy homokszemcséhez hasonlít. Rendkívül apróra vágott dohány. Ennek általában 1- másfél perc a felszívódási ideje.

#### Tasak
A szinte porrá aprított burnótot teafilterszerű tasakokba töltik, és ezeket a tasakokat helyezik a fogyasztók a szájukba.

### Oldható dohány
Az oldható dohány a 21. század forduláján jelent meg a piacon. Ez a termék a nyelven vagy a szájban oldódik fel. A Camel Tobacco az oldható dohánytermékek fő előállítója. Terméke három formában jelenik meg: a szalag, rúd és gömb alakban.

### Dokha
A dokha eredetileg Iránban termesztett dohány, melyet más növények leveleivel, kérgével és gyógynövényekkel keverve midwakh pipában szívnak el.

### Gutka
A gutka zúzott bételdió, dohány, valamint édes vagy sós ízesítőanyagok keverékéből összeállított készítmény. Indiában gyártják. Enyhe serkentő. Kis, egyedi méretű csomagként árulják. A bagóhoz hasonlóan használják. Több millió felnőtt fogyasztja, de forgalmazzák gyermekek számára is. Többféle alkalmazási módja ismert: leheletfrissítőként, de édességként is lehet találkozni vele.

### Shisha dohány
A shisha egy kissé nedves, melasszal vagy más édesítőszerekkel kevert tapadós, a Közel-Keleten évszázadok óta népszerű dohánytermék. Gyakran vízipipában elszívva fogyasztják. Egyéb elnevezései között szerepel a ma'sal, tumbâk és jurâk. A vízipipához használt változathoz glicerint és aromákat adnak. Egyes márkájú ilyen dohányhoz mézet is adnak, hogy állagát és édes ízét javítsák.

### Tubák
A tubák a finomra őrölt füstmentes dohánytermékek összefoglaló elnevezése. A kifejezés eredetileg csak a finom vörös porra, a főként a XVIII. században népszerű száraz burnótra vonatkozott. A tubákot az orron át szippantják fel, ahol a nikotin az orrnyálkahártyán keresztül felszívódik. A tubákot (a kokaintól eltérően) nem “szívják”, mert a tubáknak nem szabad az orrból továbbjutnia (pl. az orrmelléküregekbe, a torokba vagy a tüdőbe). A fogyasztó általában egy kevés száraz tubákot csippent az ujjai közé vagy azt a csuklójára helyezi, majd onnan szippantja fel.
Az európai száraz tubáknak több fajtája van: Normál, Pirított (finomra őrölt – nagyon száraz), "Gyógyszeres" (mentol, kámfor, eukaliptusz, stb.), Illatosított és a német Schmalzler.
Az amerikai (nedves) tubákot gyakran nevezik burnótnak.

### Snüssz
A snüssz a skandináv országokból származó és ott népszerű füstmentes dohánytermék. Abban különbözik a nedves tubáktól és a bagótól, hogy nem füstöléssel, hanem gőzöléssel fermentált levelekből készül, valamint abban, hogy amint azt bizonyos epidemiológiai kutatások[forrás?] is kimutatták, egészségügyi hatásai jelentősen[forrás?] eltérnek a cigaretta, az amerikai bagó, az indiai gutka vagy az afrikai típusú termékek hatásaitól, mivel használóinál a rákos megbetegedések és egyéb, a dohányzással összefüggő egészségügyi problémák alacsonyabb számban[forrás?] jelentek meg.
Kiemelkedő svéd márkák a Swedish Match, a General, az Ettan, és a Tre Ankare. Számos skandináv országban a snüsszt vagy laza por formájában lehet megvásárolni, amit vagy kézzel vagy egy speciális eszköz használatával kis golyócskává kell nyomkodni (amit a snüssz gyúrásának neveznek), vagy kis tasakok (az úgynevezett "adagolt snüssz") formájában.  Mindkettőt az egyik ajak, leggyakrabban a felső ajak, mögé kell tenni. A tasakos kiszerelés kedveltebb, mert ennek használatkor nem ragad dohányszál a használó fogai közé és a száj nyálkahártyájával érintkezve kevesebb nyáltermeléssel is jár, ami meghosszabbítja a dohánytermék használati idejét.  Ugyanakkor meg kell jegyezni, hogy a laza forma több nikotint juttat a szervezetbe, mint a tasakos kiszerelésű snüssz.
Az Európai Unió területén a snüssz értékesítése tiltott Svédországon kívül.

### Nikotinpárna
A snüssz új generációs változata a nikotinpárna, amelyekben nincs dohány. Ezek tiszta növényi rostokat és hozzáadott nikotint tartalmaznak, és változatos ízesítésekkel készülnek, például mentolos, kólás, sárkánygyümölcsös és még számos más ízben is elérhetőek a piacon.

### Dohányrágó
A dohányrágó az oldható dohányhoz hasonlóan a közelmúltban bevezetett termék – egyfajta rágógumi, ami ugyanúgy, mint a nikotinos rágó, szájon keresztül biztosítja a nikotin  felszívódását. Mindazonáltal, a nikotinos rágó és a dohányrágó között az a különbség, hogy a dohányrágó finomra őrölt dohány és gumi keverékéből készül, nem pedig szabad bázisú nikotinból.

### Dohányvíz
A dohányvíz hagyományosan a háztáji kertekben használt szerves rovarirtó szer. Erős dohány forró vízben való főzésével vagy a dohány hosszabb ideig vízben történő áztatásával állítják elő. Lehűlés után a rovarok számára halálos méregkeveréket spray formájában vagy a kerti növények leveleinek „lefestésével” lehet alkalmazni. A baszk angulero halászok a fiatal angolnákat egy dohánylevélből készült főzetben ölik meg, mielőtt sós vízben megabálnák és a piacra szállítanák őket – ez az angulas, egy szezonális csemege.

### Helyileg alkalmazandó dohánypép
A helyileg alkalmazandó dohánypépet időnként darázs-, lódarázs-, vöröshangya-, skorpió- és méhcsípések kezelésére ajánlják. Az egy cigaretta mennyiségének megfelelő dohányt körülbelül 0,5-1 teáskanál vízzel összevegyítik, és a kapott  pépet felviszik az érintett területre. A krémpasztilla átmérője általában 4–5 cm, száraz időben esetleg meg kell nedvesíteni. Azonnali elkészítése és alkalmazása esetén 20-30 percen belül gyakran teljes enyhülés következik be, ekkor a krémet el lehet távolítani. A következő napon esetleg előfordulhat helyi viszketés, de általában nem tapasztalható duzzanat vagy bőrpír. Nincs rá tudományos bizonyíték, de úgy tűnik, hogy ez a gyakorta használt gyógyír fájdalomcsillapító hatású. Az emberek körülbelül 2 százalékánál a fellépő allergiás reakció életveszélyes lehet és azonnali beavatkozást igényel.